# Тонецца-дель-Чимоне
Тонецца-дель-Чимоне (італ. Tonezza del Cimone, вен. Toneza del Cimon) — муніципалітет в Італії, у регіоні Венето, провінція Віченца.
Тонецца-дель-Чимоне розташована на відстані близько 450 км на північ від Рима, 90 км на північний захід від Венеції, 37 км на північний захід від Віченци.
Населення — 536 осіб (2014).

## Демографія
Населення за роками:

Станом на 1 січня 2023 року в муніципалітеті офіційно проживало 11 іноземців з 9 країн, серед них 6 громадян країн Євросоюзу.

## Сусідні муніципалітети
- Арсьєро
- Ластебассе
- Вальдастіко